# Sémiramis (Voltaire)

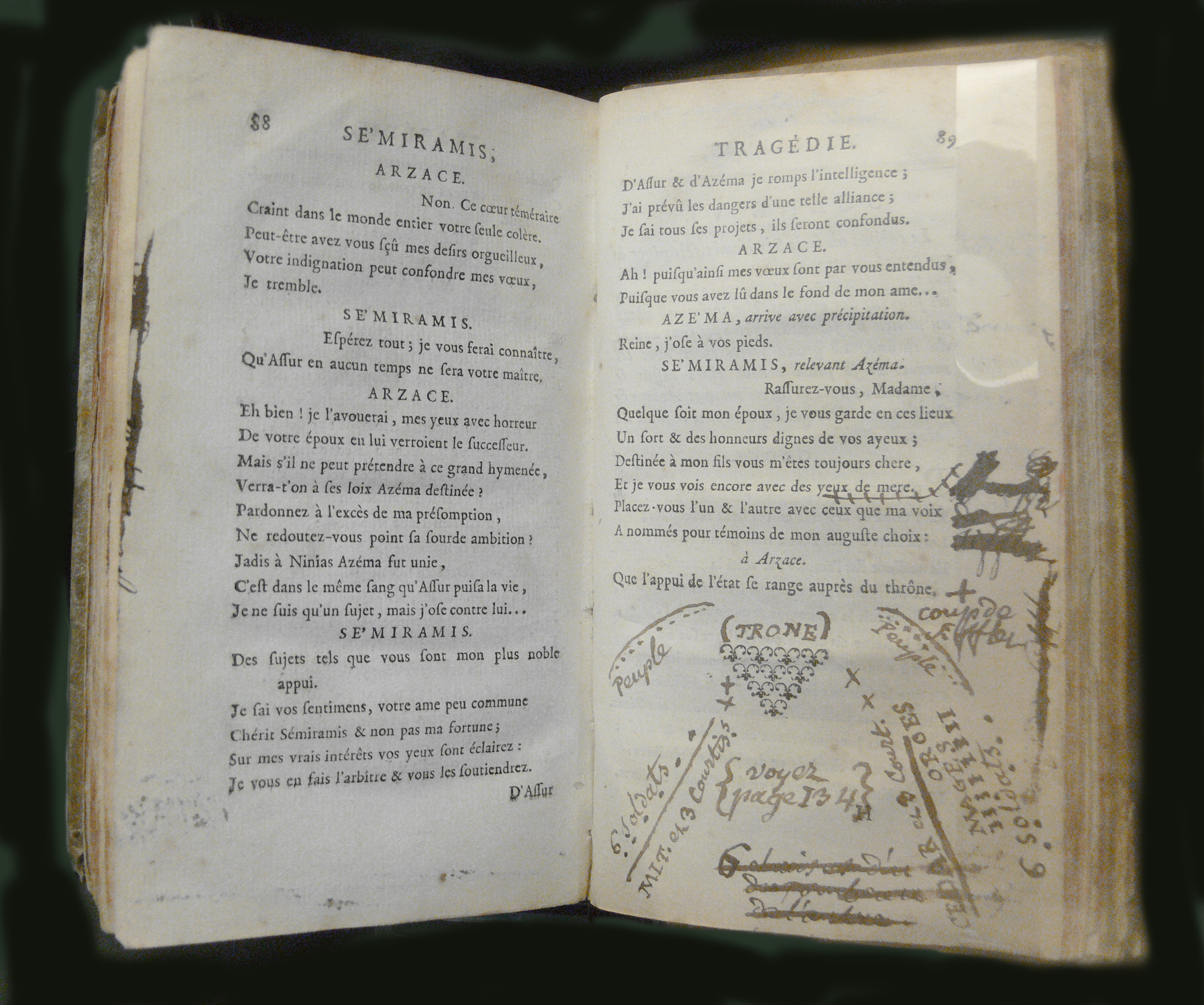
Regiebuch für eine Aufführung der Sémiramis, Mannheim um 1749

Sémiramis, ist eine 1746 entstandene Tragödie in fünf Aufzügen und Versen von Voltaire. Das Stück wurde 1748 uraufgeführt und 1749 in Buchform veröffentlicht.

## Handlung
Akt 1
Die Handlung spielt auf einem von Säulen umgebenen Hof vor dem Palast der Sémiramis in Babylon, hinter dem sich die Hängenden Gärten erstrecken. Links liegt der Tempel der Magier, rechts das Mausoleum des Ninos. Sémiramis hat nach der Vergiftung ihres Gatten Ninus die Alleinherrschaft über das babylonische Reich übernommen. Zuvor hatte Ninus seinen Sohn Ninias dem Greis Phradate gegeben. Der Sohn ist als Arsace in Skythien aufgewachsen und kehrt 15 Jahre nach dem Mord nach Babylon zurück. Bei dem Sarg seines Vaters vernimmt er dessen Stimme, die Rache fordert. – Von Ninus‘ Geist wird Sémiramis seit Monaten geplagt.
Akt 2
Die Königin hasst Assur – dieser will seinerseits die Königsherrschaft und zusammen mit Azéma als Gattin regieren. Um den Willen der Götter zu erfahren, hat Sémiramis ein Orakel eingeholt: Durch eine zweite Hochzeit soll Ninus in seinem Grab beruhigt werden. In einem vertraulichen Gespräch offenbart sie Assur ihre Absicht, die Königsherrschaft mit ihm zu teilen.
Akt 3
Sémiramis sieht, dass die Götter Arsace zum Zwecke einer neuen Ehe zu ihr geführt haben, und beschließt ihn statt Assurs zu heiraten. Sie verkündigt die Entscheidung, die die Götter, die über das Reich wachen, getroffen haben: Arsace ist der neue Monarch. Ninus’ Schatten steigt aus dem Grab und sagt Arsace, er werde regieren, aber Schandtaten sühnen müssen.
Akt 4
Der Großpriester offenbart Arsace, dass er Ninias, Ninus’ Sohn, sei – Sémiramis selbst habe ihrem Gatten das Leben genommen, Assur habe dazu das Gift gegeben. Ein von dem Sterbenden verfasstes Schriftstück beweist die Schuld der Königin. Arsace zeigt seiner Mutter das Schriftstück, die sich daraufhin schuldig bekennt.
Akt 5
Assur will seinen Nebenbuhler Arsace im Mausoleum beseitigen. Sémiramis kommt hinzu, um den Sohn zu retten, wird aber von diesem im Handgemenge tödlich verletzt. Arsace/Ninias hat den Tod des Vaters an der Mutter unfreiwillig gerächt. Der Großpriester resümiert: „Zittert, Ihr Könige auf dem Thron und fürchtet der Götter Gerechtigkeit“.

## Literarische Vorlage und biografische Bezüge
Voltaire schrieb seine Fassung der Sémiramis 1746. Friedrich II. erhielt eine Abschrift im Februar 1747. Der Zensor Prosper Jolyot Crébillon hatte den Stoff bereits 1717 erfolgreich zu einer gleichnamigen Tragödie verarbeitet. Crébillon rächte sich mit zahlreichen Änderungswünschen und der sofortigen Zulassung einer Parodie. Voltaire bearbeitete die Sémiramis anlässlich der folgenden Aufführungen mehrfach.

## Aufführungen und zeitgenössische Rezeption
Die Tragödie wurde am 29. August 1748 an der Comédie-Française uraufgeführt. Voltaire war zur Uraufführung mit Stanislaus I. Leszczyński aus Lunéville angereist. Es war sein letzter Aufenthalt in Paris vor dem Exil. Die Sémiramis geriet zu einem der großen Bühnenerfolge Voltaires. Die Beliebtheit ergab sich nicht zuletzt aus der Kulisse und der Staffage. Zudem trat als Novum in der französischen Theatergeschichte erstmals ein Geist auf. Die Sémiramis wurde in den europäischen Hauptstädten gegeben. In St. Petersburg unterblieb eine Aufführung, da eine gattenmordende Königin in der Hauptrolle Katharina der Großen missfiel. Gioachino Rossini verarbeitete den Stoff von Voltaires Sémiramis zur Oper Semiramide in zwei Akten nach einem Libretto von Gaetano Rossi.

## Drucklegung
La Sémiramis erschien 1749 ohne Angabe des Verfassers bei Lambert in Paris. Drei unautorisierte Drucke folgten noch im Jahr der Erstausgabe.

## Beigaben
Voltaire stellte der Ausgabe eine Abhandlung über die antike und moderne Tragödie voran. Dem Text folgte ein Anhang zu Ehren der toten Offiziere des Krieges von 1741.

## Erste Ausgaben
- La Tragédie de Sémiramis et quelques autres pièces de littérature du même Auteur qui n'ont point encore paru, Paris, Chez P.-G. Le Mercier, ... et chez Michel Lambert, 1749, 12°, 176 S.
- La Tragédie de Sémiramis et quelques autres pièces de littérature du même Auteur qui n'ont point encore paru, Paris, Chez P.-G. Le Mercier, ... et chez Michel Lambert, 1749, 12°, 182 S.
- La Tragédie de Sémiramis et quelques autres pièces de littérature du même Auteur qui n'ont point encore paru, Paris, Chez P.-G. Le Mercier, ... et chez Michel Lambert, 1749, 16°, 143 S. online
- La Tragédie de Sémiramis, Tragédie par Monsieur de Voltaire, La Haye ohne Drucker, 1749, 12°, 176 S.